# Gonomyia (Leiponeura) ludibunda
Gonomyia (Leiponeura) ludibunda is een tweevleugelige uit de familie steltmuggen (Limoniidae). De soort komt voor in het Australaziatisch gebied.